# Cryptus andalusiacus
Cryptus andalusiacus är en stekelart som beskrevs av Maximilian Spinola 1843. Cryptus andalusiacus ingår i släktet Cryptus och familjen brokparasitsteklar. Inga underarter finns listade i Catalogue of Life.